# Cycnium herzfeldianum
Cycnium herzfeldianum är en snyltrotsväxtart som beskrevs av Adolf Engler. Cycnium herzfeldianum ingår i släktet Cycnium och familjen snyltrotsväxter. Inga underarter finns listade i Catalogue of Life.